# Baltimore SC
El Baltimore Sportif Club es un equipo de Haití que milita en la Liga de fútbol de Haití, en la ciudad de Saint-Marc. 
Fue creado el 1 de agosto de 1974 y su nombre se debe al hecho histórico del equipo Baltimore Colts de la NFL, uno de los mejores equipos de esa liga en la época.

## Palmarés
- Liga de fútbol de Haití: 4

2005-C, 2006-A, 2007-A, 2011-A.
- Copa de Haití: 2

2006, 2013.
- Trofeo de Campeones de Haití: 1

2007.

## Actuaciones en los torneos de la CONCACAF
- Campeonato de Clubes de la CFU: 2 apariciones

2007 - Cuartos de final
2012 - abandonó en la segunda ronda